# ネクステップ
株式会社NEXTEP（ネクステップ、英: NEXTEP TV WORKSHOP CO.,LTD.）は、日本のテレビ番組の制作プロダクション、地上波の番組を中心にBS・CSやパッケージビデオの制作なども手がける企業である。

## 概要
テレビ番組制作プロダクション・日本テレワークが子会社として設立。同社の番組制作業務を事実上継承した。
2011年12月、親会社であった日本テレワークを合併。合併以前はフジ・メディア・ホールディングス(FMH)の持分法適用会社であった（日本テレワークがFMHの持分法適用関連会社だったため）ものの、フジサンケイグループ(FCG)に属していないという状態であった。その後2012年4月FMHが全株式を取得、FMHの中核子会社24社のうちの一つ（制作グループ）となる。またフジサンケイグループ（フジテレビグループ）にも属している。

## 沿革
- 2007年（平成19年）7月2日 - 日本テレワークが制作に関与した「発掘!あるある大事典II」の捏造事件により番組制作の受注が落ち込んだ為、その救済措置として日本テレワークから業務移管して新会社を設立。ほとんどのスタッフが日本テレワークからNEXTEPに移籍している。
- 2011年（平成23年）12月1日 - 日本テレワークを吸収合併。
- 2012年（平成24年）
  - 4月2日 - フジ・メディア・ホールディングスの完全子会社となる。
  - 6月18日 - 本社を品川区からフジテレビ本社向かいのダイバーシティ東京に移転。

## 役員
- 代表取締役社長：堤康一（元・フジテレビジョン情報制作局制作担当局長）
- 専務取締役：上野修平
- 常務取締役：井口義朗
- 取締役：石川陽、岸本一朗（フジテレビジョン専務取締役）
- 監査役：奥野木順二（フジ・メディア・ホールディングス執行役員常務）
- 上席執行役員：石川よしき
- 執行役員：熱田富成、須藤景子

## 主な制作実績

### テレビ番組
特記がないものはフジテレビ。

### 動画配信
レギュラー番組
- イイ女の条件〜極上美女対談〜（フジテレビ+　2014年3月 - ）
- 今宵、アフレコブースで。（2019年3月29日 - 、WOWOWオンライン、dTV、FOD、AbemaTVほか※）[1][2]

## 受賞歴
- 第20回スポニチ文化芸術大賞・優秀賞(2012年9月)　制作する NHK「キッチンが走る!」で受賞
- Newyork Festival 2023 TV&Film Awardsにおいて、NHK「BSスペシャル 近藤さんのよせ書き」とフジテレビ「ザ・ノンフィクション あの日 僕を捨てた父は」の2本がドキュメンタリー人物・伝記部門で入賞